# Kamýk (okres Litoměřice)
Obec Kamýk (německy Kamaik) se nachází přibližně pět kilometrů severozápadně od Litoměřic v okrese Litoměřice v Ústeckém kraji. Žije v ní 214 obyvatel.

## Historie
Nejstarší písemná zmínka pochází z roku 1319. Od 1. července 1980 do 31. prosince 1991 byla obec součástí města Litoměřice.
Do poloviny dvacátého století tvořili drtivou většinu obyvatel Sudetští Němci. Po druhé světové válce byli starousedlíci vysídleni a obec se do značné míry vylidnila.

## Obyvatelstvo
|           | 1869 | 1880 | 1890 | 1900 | 1910 | 1921 | 1930 | 1950 | 1961 | 1970 | 1980 | 1991 | 2001 | 2011 |
| --------- | ---- | ---- | ---- | ---- | ---- | ---- | ---- | ---- | ---- | ---- | ---- | ---- | ---- | ---- |
| Obyvatelé | 441  | 400  | 368  | 352  | 374  | 361  | 407  | 250  | 219  | 195  | 161  | 119  | 123  | 181  |
| Domy      | 85   | 86   | 86   | 86   | 88   | 89   | 93   | 79   | 54   | 53   | 50   | 57   | 58   | 66   |

## Muzea
- Smetanova světnička – památka na skladatele Bedřicha Smetanu

## Pamětihodnosti
- zřícenina hradu Kamýk
- Kaple Narození sv. Jana Křtitele z roku 1660 na úbočí hory Plešivec
- Kaple Nejsvětějšího Srdce Ježíšova na návsi
- Kamýcký zámek (čp. 1) stojí na místě zbořené renesanční tvrze. Roku 1865 ho nechal v novorenesančním slohu[7] postavit Dr. Ota Polák[8]
- Přírodní památka Plešivec